# Hienadź Ciarenia
Hienadź Wiktarawicz Ciarenia (biał. Генадзь Віктаравіч Цярэня, ros. Геннадий Викторович Тереня, Giennadij Wiktrorowicz Tierienia; ur. 9 maja 1948 w Stajkach w rejonie orszańskim) – białoruski milicjant i polityk, członek Zjednoczonej Partii Obywatelskiej; deputowany do Rady Najwyższej Republiki Białorusi XIII kadencji, w latach 1999–2000 zastępca przewodniczącego Rady Najwyższej.

## Życiorys

### Młodość i praca
Urodził 9 maja 1948 roku w osadzie Stajki, w rejonie orszańskim obwodu witebskiego Rady Najwyższej Białoruskiej SRR, ZSRR. W 1967 roku ukończył Orszańskie Technikum Transportu Kolejowego, w 1976 roku – studia na Oddziale Filozofii Wydziału Historii Białoruskiego Uniwersytetu Państwowego, w 1990 roku – Akademię Milicji MSW Białorusi, w 1997 roku – Akademię Zarządzania przy Prezydencie Republiki Białorusi ze specjalnością „prawo międzynarodowe”.
W roku 1967 pracował jako kierownik placu towarowego na stacji kolejowej Stiepianka. W latach 1970–1971 był zastępcą kierownika działu kontenerowego tej stacji. W latach 1971–1974 pracował jako inżynier, starszy inżynier w laboratorium Zarządu Białoruskiej Kolei. W latach 1974–1996 był starszym inspektorem, zastępcą komendanta Głównego Urzędu Milicji Kryminalnej – szefem Wydziału do Walki z Przestępczością Gospodarczą MSW Białorusi. Był członkiem Zjednoczonej Partii Obywatelskiej, od 1995 roku wchodził w skład Komitetu Narodowego tego ugrupowania. W wyborach parlamentarnych w 1995 roku kandydował jednak jako bezpartyjny.

### Działalność parlamentarna
W drugiej turze wyborów parlamentarnych 28 maja 1995 roku został wybrany na deputowanego do Rady Najwyższej Republiki Białorusi XIII kadencji z Sienneńskiego Okręgu Wyborczego Nr 51. 9 stycznia 1996 roku został zaprzysiężony na deputowanego. Od 23 stycznia pełnił w Radzie Najwyższej funkcję członka Stałej Komisji ds. Polityki Ekonomicznej i Reform. Należał do opozycyjnej wobec prezydenta Alaksandra Łukaszenki frakcji „Działanie Obywatelskie”. Od 3 czerwca był przewodniczącym grupy roboczej Rady Najwyższej ds. współpracy z parlamentem Republiki Litewskiej. 27 listopada 1996 roku, po dokonanej przez prezydenta kontrowersyjnej i częściowo nieuznanej międzynarodowo zmianie konstytucji, nie wszedł w skład utworzonej przez niego Izby Reprezentantów Zgromadzenia Narodowego Republiki Białorusi I kadencji. Zgodnie z Konstytucją Białorusi z 1994 roku jego mandat deputowanego Rady Najwyższej zakończył się 9 stycznia 2001 roku; kolejne wybory jednak nigdy się nie odbyły.

## Odznaczenia
- Cztery medale[1].

## Życie prywatne
Hienadź Ciarenia jest prawosławny, ma żonę i dwie córki. W 1995 roku mieszkał w Mińsku.